# Losap
Losap (auch Lossop) ist ein bewohntes Atoll im Archipel der Karolinen im zentralen Pazifischen Ozean. Politisch gehört es zum Bundesstaat Chuuk der Föderierten Staaten von Mikronesien und wird dort zur Inselregion Mortlocks gezählt.

## Geographie
Losap liegt 81 km südöstlich des Chuuk-Atolls im Zentrum sowie 165 km nordwestlich der Mortlock-Inseln (früher Nomoi-Inseln) im Südosten des Bundesstaates. Die nächste Landmasse ist die kleine Nachbarinsel Nama, 14 km nordwestlich von Losap gelegen. Das 10 × 6 km große Atoll weist eine Lagunenfläche von 28 km² auf, die Landfläche der 14 Inseln des Atolls hingegen beträgt zusammen nur etwa 1 km². Das Saumriff ist im Westen an mehreren Stellen unterbrochen, im Südosten des Atolls gibt es jedoch nur eine tiefe Passage, die die Einfahrt in die Lagune ermöglicht. Losap hat 506 Einwohner, die sich auf die beiden Gemeinden (municipalities) Losap und Piis-Emwar verteilen. Sie sprechen die mikronesische Sprache Mortlockesisch.
Größte Insel ist Laol im Nordosten. Losap Island, direkt westlich von Laol, ist 31 Meter hoch. Die Insel Piis im Süden erreicht eine Höhe von 37 Metern. Die Lagune ist bis zu 68 Meter tief.

## Inseln

### Südliche Gruppe (Pis Islands)
- Alananubu
- Fanuanwin (Fannaanwin)
- Talap Island
- Pis Island

### Östliche Gruppe
- Loal (Laol) Island (Sobuor)
- Losap Island
- Oite Island
- 7 weitere kleine Motus

Die südliche und die östliche Gruppe sind durch den Morappu Channel im Westen des Atolls und den Morchan Channel im Osten klar getrennt. Die Gruppen entsprechen auch den beiden Gemeinden des Atolls.

## Verwaltung
Das Atoll umfasst die Gemeinden Losap (0,85 km², 248 Einwohner) im Osten und Piis-Emwar (0,18 km², 258 Einwohner) im Süden.
Zu Losap gehören u. a. Loal (Laol) Island, Losap Island und Oite Island (östliche Gruppe).
Zu Piis-Emwar gehören u. a. Pis Island, Alananubu und Talap Island (südliche Gruppe, auch unter der Bezeichnung Pis Islands zusammengefasst).